# Eugen Teuber
Eugen Teuber (1889-1957) fue un psicólogo y etólogo alemán de origen canadiense.

## Biografía
Educado en la Escuela Francesa de Hugenot de Berlín, Eugen Teuber estudió psicología en Leipzig hasta 1910, siendo discípulo del  psicólogo experimental Wilhelm Wundt (1832-1920). A finales del mismo año, continuaría sus estudios de filosofía en la Universidad de Berlín, realizando hasta 1912 experimentos sobre lectura con el psicólogo y filósofo Benno Erdmann (1851-1921).
En 1912 es propuesto por el neuroanatomista y fisiólogo alemán Max Rothmann (1868-1915), integrante del Consejo del Patronato de la Academia Prusiana de Ciencias de Berlín, para la dirección de un proyecto de la Academia consistente en una estación de estudios sobre el comportamiento de los monos antropoides y su fisiología cerebral. El nombramiento de Eugen Teuber como primer director de la Estación de Antropoides de Tenerife se antepondría al de otros posibles candidatos, como el teórico de la Gestalt Wolfgang Köhler (1887-1967) o el psicólogo y colaborador de la comisión investigadora sobre el caballo Clever Hans, Oskar Pfungst (1874-1933). En enero de 1913, Eugen Teuber llega a Tenerife junto con su esposa Rosa Teuber para ejercer su funciones como director, alquilando para ello la hoy célebre Casa Amarilla del Puerto de la Cruz, principal sede de la histórica Estación de Antropoides.  
La tarea de Teuber como investigador en la Casa Amarilla consistiría en la realización de observaciones de los monos en sus adaptaciones naturales y especialmente de sus comportamientos psicológicos. Teuber realiza observaciones de acontecimientos biológicos, acciones intuitivas, comunicaciones con voz natural e inducida, movimientos de expresión, posibilidad de abstracción, sentido musical, diferenciación de colores, manipulaciones y uso espontáneo de herramientas, comportamiento social natural, y experimentos simples de reacciones en maniobras libres y estudiadas, y bajo la influencia del alcohol, entre otras. Por otra parte, se cree que Teuber podría haber aprovechado su estancia en Canarias para grabar melodías folklóricas de las islas y de otras partes, en colaboración con el autor del “Staaliche Phonogramm-Archive"«Hans-Lukas Teuber (1916-1977): A Biographical Memoir». y ayudante de Stumpf, Erich von Hornbostel (1877-1935).  Los estudios que realiza Teuber son exhaustivos, pero asistemáticos, del repertorio de conductas de los chimpancés: vocalizaciones, gestos, juego social, juego con objetos, exhibiciones emocionales, coprofagia, uso de piedras, etc. Y dedica especial atención a las conductas inteligentes, como la imitación o la capacidad de usar instrumentos, mostrada por algunos animales.
La decisión de Eugen Teuber de regresar a Alemania para terminar sus estudios y cumplir el servicio militar provocaría la búsqueda de un nuevo director para la Estación, recayendo finalmente esta función en el psicólogo alemán Wolfgang Köhler. Eugen Teuber y su esposa marcharían para Alemania a mediados de enero de 1914.